# 马丁·詹森
马丁·詹森（英語：Martin Jensen），英国音频工程师。他因电影国王的演讲提名奥斯卡最佳音响效果奖。自1990年起，詹森参与了近90部电影和电视节目的制作。

## 部分影视作品
- 国王的演讲 (2010)[1]